# Sötét mohagomba
A sötét mohagomba (Arrhenia obscurata) a csigagombafélék családjába tartozó, Európában és Észak-Amerikában honos, erdőkben élő, nem ehető gombafaj. 

## Megjelenése
A sötét mohagomba kalapja 0,8-2 cm széles, alakja fiatalon domború, majd benyomottá, idősen tölcséressé válik. Széle eleinte behajló, később egyenes. Felszíne sugarasan szálas. Alapszíne halványszürke, a szálak, sötétbarnák. Száraz időben vagy idősen világosszürkévé fakul. context thin, approximately 1 mm thick, pale 
Húsa vékony, kb. 1 mm-es, színe szürke, sérülésre nem változik. Szaga és íze nem jellegzetes. 
Ritkás, vastag lemezei tönkre lefutók. Sok a féllemez. Színük szürke, élük idővel feketedik. 
Tönkje 1-1,5 cm magas és 0,1-0,3 cm vastag. Alakja nagyjából egyenletesen hengeres, görbülhet, belül üreges. Felszíne sima. Színe a tetején halványszürke, lejjebb szürkésbarna. 
Spórapora fehér. Spórája megnyúlt elliptikus, sima, vékony falú, mérete 6,5-9 x 3,5-5 µm.

### Hasonló fajok
A sötét szénlaska, a szürke rókagomba, a sötét trombitagomba hasonlíthat hozzá.  

## Elterjedése és termőhelye
Európában és Észak-Amerikában honos.  
Erdőkben, parkokban, kertekben fordul elő. Tavasztól őszig terem. 
Nem ehető. 